# Simon Martin Mayer

Simon Martin Mayer (1832)

Simon Martin Mayer, Pseudonym Julius Proben (* 21. April 1788 in Klagenfurt; † 16. Mai 1872) war ein Kärntner Priester und Publizist. Er war Chefredakteur der Zeitschrift Carinthia.

## Leben und Wirken
Mayer wurde als Sohn eines Feldwebels in Klagenfurt geboren, verwaiste aber früh. Er durfte aber die geistliche Laufbahn wählen und wurde Weltpriester. Die Priesterweihe empfing er im Herbst 1809. Zunächst war er in der Klagenfurter Dompfarre tätig und wechselte 1820 an die Stadthauptpfarrkirche St. Egid, wo er bis 1859 als Spätprediger tätig war. Er legte nie die Konkursprüfung ab, die Voraussetzung für die Erlangung einer Pfründe gewesen wäre.
Bereits 1815 hatte Mayer die Redaktion der 1811 gegründeten Zeitschrift Carinthia übernommen. Er sollte, von nur kurzen Unterbrechungen abgesehen, bis 1862 Redakteur bleiben. Ab 1821 war er auch Redakteur der Klagenfurter Zeitung, die er ebenfalls fast drei Jahrzehnte leitete. Von 1820 an gab er noch die Kärntnerische Zeitschrift heraus, von der acht Bände erscheinen sollten. 1837 veröffentlichte er das Buch Noreia, in dem er Balladen, Sagen, Legenden und Märchen veröffentlichte.
Mayer veröffentlichte über 200 Gedichte und rund 150 Prosaaufsätze und war so der fleißigste Autor seiner Zeitung. Er verwendete dazu auch Pseudonyme wie Julius Proben oder aus Lutolds Papieren. Nußbaumer bezeichnet seine Lyrik als zart, innig, korrekt gebaut, es seien aber viele Gelegenheitsgedichte von nur ephemerer Bedeutung. Wichtige Themen sind Freundschaft, Abschied und Trennung sowie Lob der Heimat. Sehr häufig brauchte Mayer Kärntner Sagen in Reimform.
1859 trat Mayer von seinen priesterlichen Tätigkeiten zurück, 1862, im Alter von 74 Jahren, zog sich Mayer auch von der Redaktion der Carinthia zurück. Er war Ehrenbürger der Stadt Klagenfurt und verstarb am 16. Mai 1872. Er wurde am Friedhof St. Ruprecht bestattet.